# Druhý vatikánský koncil

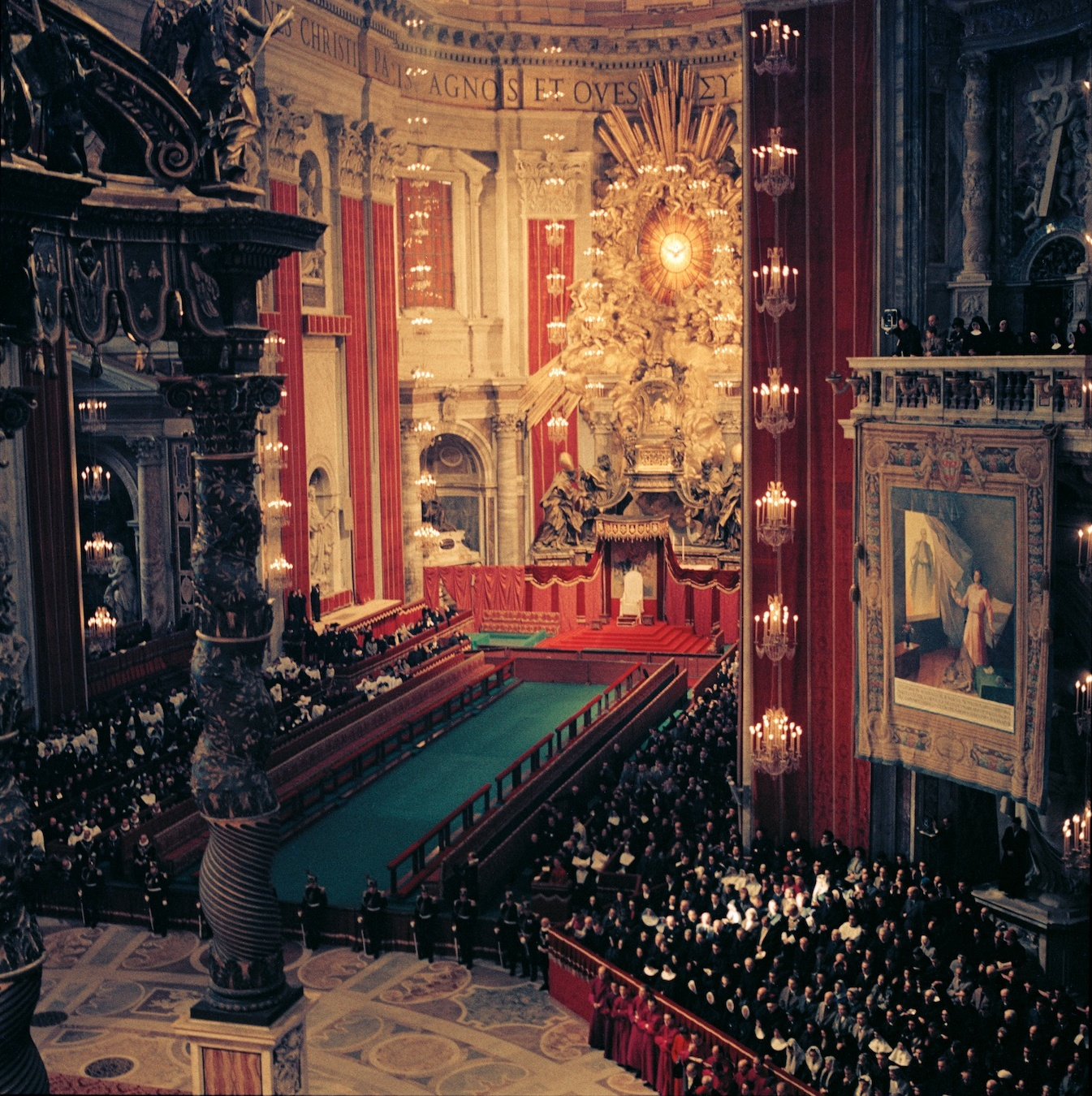
Interiér svatopetrské baziliky
Foto: Lothar Wolleh

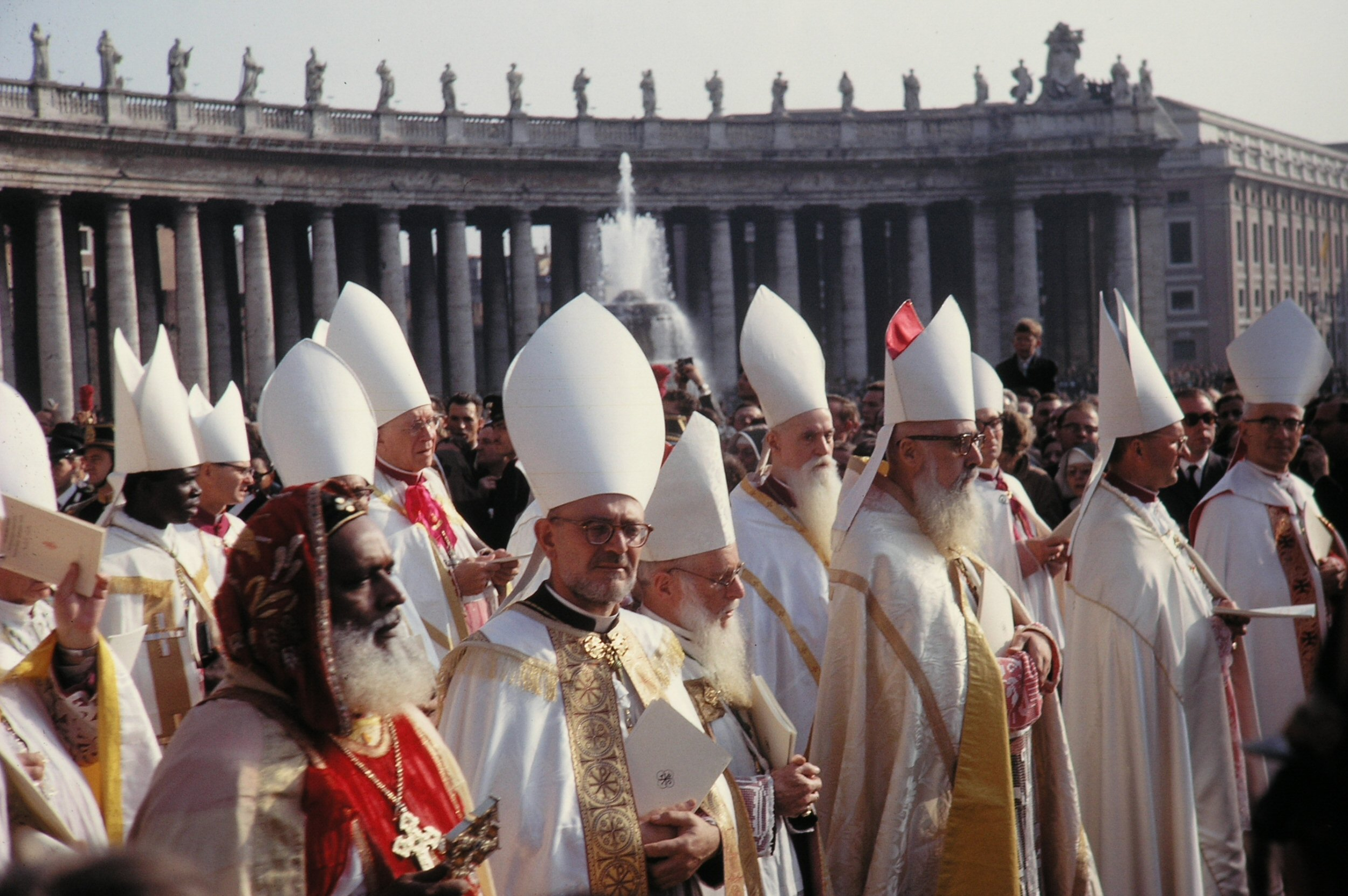
Koncilní otcové v den zahájení koncilu před bazilikou sv. Petra

Druhý vatikánský koncil bylo shromáždění více než 2500 katolických biskupů. Byl to zatím poslední ekumenický koncil, svolal jej papež Jan XXIII. (1958–1963) a koncil zasedal v letech 1962–1965. Cílem koncilu bylo reagovat na potřeby doby. Explicitně nedefinoval žádnou novou nauku či dogmata. Mezi nejvýraznější teologická vyjádření koncilu patří například potvrzení svátostné povahy biskupského svěcení. Koncil měl výrazný vliv na proměnu liturgie v katolické církvi, která tímto koncilem započala, a výrazný posun ve způsobu, jak se katolická církev sama chápe (viz ekleziologie).

## Příčiny a souvislosti
V padesátých letech 20. století se římskokatolické a biblické učení začalo odchylovat od neo-scholasticismu a biblického literalismu, tedy lpění na starých dogmatech a doslovném znění textu bible. Tyto konzervativní přístupy byly původně vyprovokovány modernismem a v církvi se prosazovaly od Prvního vatikánského koncilu až do začátku 20. století. V první polovině 20. století se objevuje nová generace liberálněji orientovaných teologů, k nimž patří např. Yves Congar, Karl Rahner a John Courtney Murray, kteří směřovali k propojení moderních lidských prožitků s křesťanským dogmatem, a dalších, např. Josepha Ratzingera (pozdějšího papeže Benedikta XVI.) a Henriho de Lubac, kteří se zase snažili o obrodu prostřednictvím lepšího pochopení Písma (posvátných textů) a raných křesťanských církevních otců.
Ve stejné době biskupové ve světě čelili velkým výzvám zapříčiněným politickými, sociálními, ekonomickými a technickými změnami, jako např. úbytku věřících, odmítání víry v důsledku materialistických filosofií atd. Někteří z nich viděli odpovědi na tyto výzvy ve změnách struktury zvyklostí církve. Mezi nejlépe organizované patřila skupina nizozemských a německých biskupů známá jako Rýnští biskupové.
První vatikánský koncil, který se konal téměř před stoletím, byl přerušen v důsledku prusko-francouzské války. Následkem toho byla dokončena jen rozprava o roli papeže, avšak zkoumání pastoračních a dogmatických otázek týkajících se celé církve se dokončit nepodařilo. V roce 1958 byl papežem zvolen Jan XXIII. Ten, ačkoliv byl v pokročilém věku a špatném zdravotním stavu a byl tedy vnímán spíše jako papež na přechodnou dobu, necelé 3 měsíce po svém zvolení oznámil úmysl svolat další koncil. Během příštích 3 let v mnoha dalších prohlášeních své záměry dále konkretizoval, až byl v roce 1962 koncil skutečně zahájen. Jedna z nejznámějších příhod tradovaná ve spojení s jeho úsilím je jeho odpověď na otázku, k čemu bude další koncil dobrý, kdy okázale otevřel okno a řekl: „chci nechat otevřená okna církve, abychom viděli na lidi venku a oni se zase mohli dívat dovnitř“. Vyzval také další křesťanské církve, aby na koncil vyslaly pozorovatele, na což přistoupily protestantské i pravoslavné církve, i když ruská pravoslavná církev ze strachu před sovětskou komunistickou vládou přijala pozvání až po ujištění o nepolitické podstatě koncilu.
Z Československa se koncilu zúčastnili Josef kardinál Beran (jen čtvrté zasedání), Róbert Pobožný (kromě prvního zasedání), Eduard Nécsey, Ambróz Lazík a František Tomášek (všechna čtyři zasedání), jakož i Jan Merell a doprovod složený v podstatě ze spolupracovníků Státní bezpečnosti a exponentů prorežimního Celostátního mírového výboru katolického duchovenstva.

## Dějiny

### Svolání

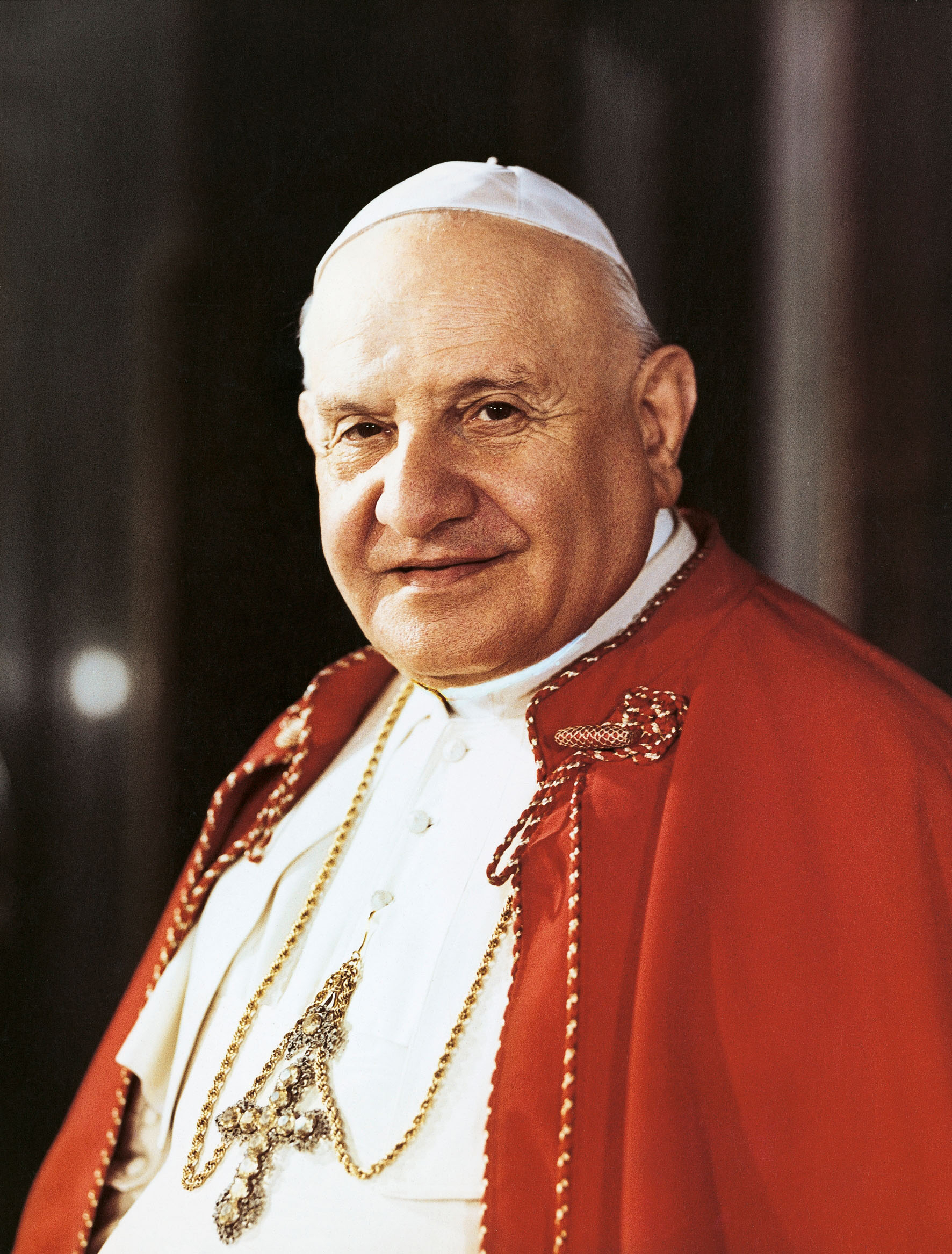
Jan XXIII.

Myšlenkou dokončení I. vatikánského koncilu se zabýval již papež Pius XI. Kvůli předpokládaným těžkostem se však této myšlenky brzy vzdal. Jeho nástupce, Pius XII., však měl touhu koncil svolat, a proto uložil začít s přípravnými pracemi. Roku 1950 vyhlásil encykliku Humani generis, ve které se vypořádal se všemi teologickými směry uplynulých 50 let, do které vložil i paragraf o závaznosti stanovisek, ke kterým se papež v encyklikách vyjádří, a navíc vyhlásil 1. listopadu téhož roku (1950) i dogma o Nanebevzetí Panny Marie. Koncil, který se chystal, tak měl kodifikovat myšlenky Humani generis a zřejmě by skončil vyhlášením mariánského dogmatu. Nakonec Pius XII. pod dojmem očekávaných těžkostí přípravy vzdal, ale údajně ještě naznačil jezuitskému kazateli Riccardu Lombardimu, že počítá s tím, že koncil svolá jeho nástupce.
Znovu zaznělo slovo koncil v druhém dni konkláve, které zvolilo papeže Jana XXIII., a to z úst kardinála Alfreda Ottavianiho. Jan XXIII. se s přípravnými dokumenty sice seznámil, ale bylo mu jasné, že takovýto koncil by on nesvolával.
Jan XXIII. ve svých pozdějších vzpomínkách, konkrétně v proslovu k benátským poutníkům 8. května 1962 a v deníkovém záznamu z 15. září téhož roku uváděl, že myšlenka na svolání koncilu jej napadla zcela spontánně 20. ledna 1959 (tedy necelé 3 měsíce po zvolení) při ranním rozhovoru s kardinálem státním tajemníkem Tardinim. Podle papežova líčení probírali tehdy situaci církve ve světě, která byla uznávanou, ale neoblíbenou a nechápanou institucí. Navíc třetina lidstva žila v ateistických režimech a i v tradičně křesťanských zemích klesal počet praktikujících katolíků. Jan XXIII. píše: „Náhle v Nás vytrysklo vnuknutí, jako když se květ rozevře v nečekaném jaru. Naše duše byla osvícena velkou myšlenkou... Jedno slovo, slavnostní a zavazující, se zformovalo na našich rtech. Náš hlas to poprvé vyslovil – koncil!“ Dále popisuje, že očekával u Tardiniho zděšení, ale že se na jeho tváři ukázal radostný souhlas. Podle historiků svědčí toto líčení vyslovené rok po Tardiniho úmrtí o papežově taktu a velkomyslnosti, neboť Tardini se spíše snažil koncil oddálit doufaje, že papežova smrt vše vyřeší.
Veřejně byl koncil prvně oznámen 25. ledna 1959, kdy Jan XXIII. zcela nečekaně přednesl svůj úmysl před kolegiem 17 kardinálů v bazilice sv. Pavla za hradbami. Zde také oznámil, jaký koncil má na mysli – jeho cílem měla být obnova, větší srozumitelnost poselství církve a posílení svazků jednoty. Papež Jan XXIII. měl od počátku na mysli koncil, který změní církev, tak, aby znovu měla co říci současnému světu. Toto přizpůsobení církve označil Jan XXIII. slovem „Aggiornamento“, což je italský výraz pro uvedení účetních knih do stavu odpovídajícího aktuálnímu datu.
Zpráva o svolání koncilu byla po celém světě přijata s velkou pozorností, dokonce s nadšením. S menším nadšením ji přijali kuriální kardinálové. Ti nepodporovali ani některé modernizační tendence za papežů Pia XI. a Pia XII. Nyní se vážně obávali o oslabení nejen své pozice, ale i církevního učení jeho přizpůsobením duchu doby. Proto se celou dobu pokoušeli o maximální vliv na plánování, obsah i dokumenty koncilu. Jelikož Janu XXIII. bylo v době vyhlášení koncilu 77 let, hráli především o čas. Přesto se podařilo apoštolskou konstitucí Humanae salutis z 25. prosince 1961 oficiálně svolat koncil na následující rok.

### Příprava
Dne 17. května 1959 se poprvé sešla Komise pro zahájení příprav, Commissio antepraeparatoria. Komisi předsedal kardinál státní sekretář Domenico Tardini. Komise vyzvala 3 500 biskupů, církevní představené a teologické fakulty celého světa, aby předložili návrhy programu jednání přípravných komisí. Komise obdržela 2 812 postulátů, které byly přečteny a zpracovány. Pak začala vlastní přípravná fáze, k jejímu zahájení dal pokyn papež dne 5. června 1960 svým motu proprio Superno Dei nutu.
Bylo vytvořeno 10 přípravných komisí (Commissiones praeparatoriae). Na rozdíl od předchozích koncilů, kdy byly přípravné komise tvořeny převážně teology a kanonisty, kteří ovšem na koncilu neměli žádné hlasovací právo, v případě 2. vatikánského koncilu tvořili komise asi z poloviny biskupové a představení řádů. V zásadě se ovšem jednalo o lidi blízké kurii, která se snažila získat rozhodující vliv na průběh koncilu.
Papež tak při prosazování svých témat pro jednání koncilu narážel na odpor, a to především u ekumenismu. Mezitím se ale již po celém světě rozproudil dialog o náplni chystaného koncilu. Švýcarský teolog Hans Küng vyučující na univerzitě v Tübingenu probíral ve své knize „Konzil und Wiedervereinigung (Koncil a znovusjednocení)“, vydané roku 1960, reálné snahy o ekumenismus, reformu kurie, mezináboženský dialog, a zrušení Index librorum prohibitorum. Shrnul tak cíle mnoha tehdejších teologů, které byly podporovány i mnoha laiky a které byly nakonec i částečně dosaženy.
Pro vyvážení vlivu kurie v přípravách koncilu papež v roce 1960 ustanovil sekretariát pro jednotu křesťanů, v jehož čele stanul německý kardinál Augustin Bea SJ, jmenován bývalý zpovědník Pia XII. Tento sekretariát, který vyrovnával vliv komisí ovlivněných kurií, byl nadále odpovědný za otázky ekumenismu, což představitelé ostatních křesťanských církví uvítali, jelikož přístup ze strany kurie se jim již poněkud znelíbil.
V létě 1961 byly již přípravy konečné fázi. Bylo třeba ještě vyřešit organizační otázky, a zejména jak velký okruh účastníků přizvat. Pevně bylo stanoveno pouze to, že jedinou jednací řečí bude latina, bez ohledu na to, že znalosti této řeči byly u velké části episkopátu „poněkud slabší“. Na jaře 1962 bylo dokončeno 69 předloh zahrnujících nejrůznější témata. Většinou byly napsány velmi rozvláčným stylem v duchu encyklik předchozích papežů. Pouze liturgická komise předložila použitelný koncept, který se stal základem dalších jednání. Ostatní komise čekaly, že koncil bude spíše zavazovat a schraňovat, než obnovovat. S tím ale nesouhlasili především zástupci místních církví a zde se poprvé ukázala ztráta vlivu kurie vůči vlivu biskupů.
Jan XXIII. se zdržel připomínek k těmto 69 navrženým předlohám. Také on neměl jasnou představu, na co by se měl koncil zaměřit. Chtěl dát prostor volným a samostatným jednáním, nicméně i v jeho představách měl mít koncil rychlý průběh. Přesto vlastní dynamika koncilu dostala šanci, takže nakonec splnil jeho představu stát se novými letnicemi.

### Zahájení a průběh

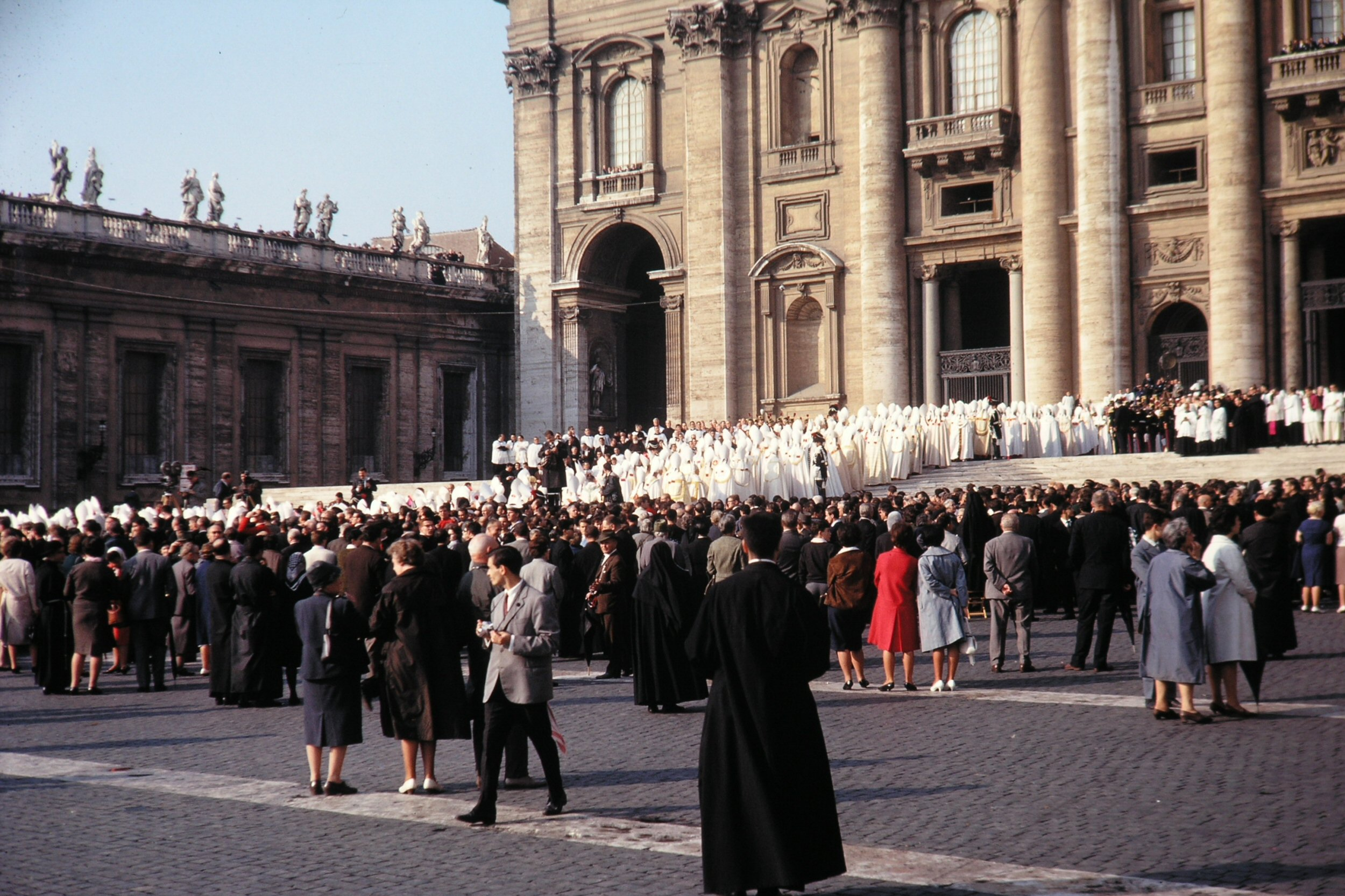
Procesí koncilních otců k zahajovací bohoslužbě Druhého vatikánského koncilu

Koncil byl zahájen 11. října 1962. V mohutném procesí vešlo 2498 koncilních otců do svatopetrské baziliky. Papež Jan XXIII. přitom neměl na hlavě do té doby obvyklou tiáru coby symbol papežské moci, ale pouze mitru, takže zde nevystupoval jako vládce, ale jako pastýř. Na trůně se nechal nést pouze přes Svatopetrské náměstí, a to pouze proto, aby ho lidé mohli lépe vidět. V chrámu z nosítek sestoupil a pokračoval pěšky.
V bazilice byli přítomní biskupové ze 133 zemí. Prostor baziliky byl upraven na mohutnou koncilní aulu. V prostřední lodi se po obou stranách nacházely 90 m dlouhé stupňovité tribuny, na kterých seděli účastníci debat.

### První zasedací období
Již na prvních zasedáních (nazývaných všeobecné kongregace) se ukázalo, že musí dojít k rozdělení na modernisty a konzervativce. Kurie chtěla koncil řádně řídit a pokoušela se mít rozhodující vliv na program jednání a obsazení rozhodujících pozic. První zkouškou bylo zasedání deseti koncilových komisí 13. října 1962.
10 komisí odpovídalo svým počtem 10 přípravným komisím a 10 tematickým okruhům. Jejich úkolem bylo zapracovat výsledky diskusí generálního shromáždění k jednotlivým schématům a přepracovaná schémata potom znovu předložit generálnímu shromáždění. Komise měly mít 24 členů, z nichž bylo 16 koncilních otců a zbylých 8 měl jmenovat papež. Hned na 1. zasedání mělo dojít k volbě členů komisí. Jelikož se biskupové příliš neznali, členové kurie rozdali spolu s hlasovacími lístky seznamy členů přípravných komisí. Kardinálové Liénart (z Lille) a Frings (z Kolína nad Rýnem) podotkli, že by se otcové měli nejdříve poznat. Následoval potlesk a první zasedání tím po 20 minutách skončilo.
V dalších dnech se sešly národní a regionální biskupské konference a sestavily nové kandidátní listiny. Nejlepším dojmem působila kandidátka předložená středoevropskými a francouzskými biskupy, která zahrnovala odborníky z celého světa.
Během 1. období zasedala 36× generální kongregace, bylo předneseno 640 projevů a proběhlo 33 hlasování. Diskutovalo se o předlohách o liturgii, zjevení, o sdělovacích prostředcích, o východních církvích a o církvi. Žádný z dokumentů však v tomto období nebyl dokončen. Aby bylo možné smysluplně pokračovat, byla 6. prosince ustanovena koordinační komise a 8. prosince se koncil sešel v tomto období naposledy.

### Smrt papeže
V listopadu 1962 se Jan XXIII. od lékařů dověděl, že mu zbývá již jen několik měsíců pozemského života. Pověřil proto kardinály Suenense a Montiniho, aby před koncilem přednesli své myšlenky o dalším směrování koncilu tak, jak mu je v říjnu přednesli soukromě. K tomu došlo 4. a 5. prosince.
Pokračování koncilu bylo naplánováno na 8. září 1963, avšak 3. června Jan XXIII. umírá. Za necelé 3 týdny byl 21. června po 2denním konkláve zvolen novým papežem kardinál Montini, Pavel VI. Již v den své volby vyhlásil, že koncil bude pokračovat. Datum prvního zasedání bylo stanoveno na 29. září.

### Druhé období

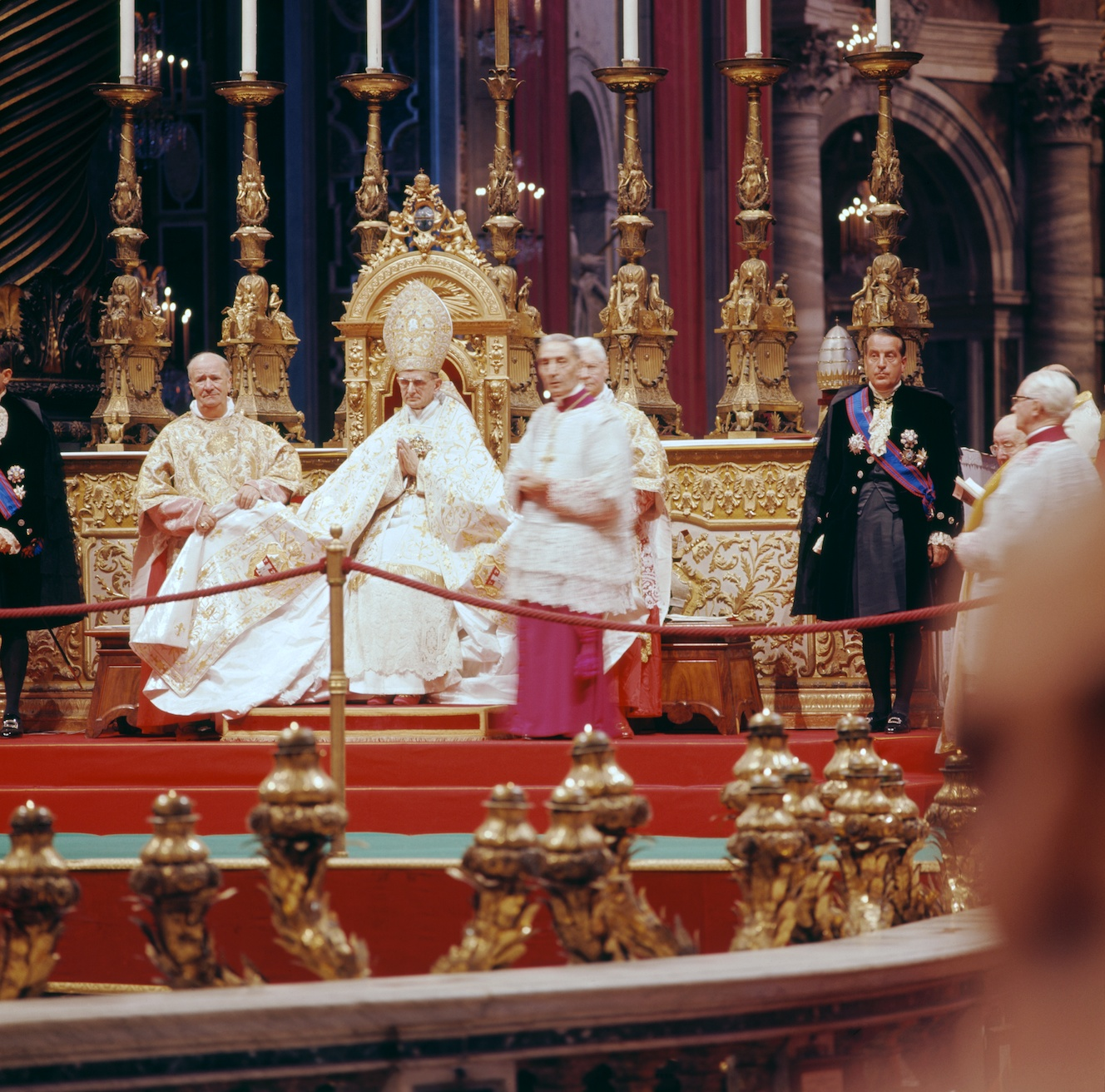
Papež Pavel VI. na druhém vatikánském koncilu
Foto: Lothar Wolleh

V úvodním projevu papež sdělil, že těžištěm jednání má být konstituce o církvi – obnova církve, jednota křesťanů, církev v dnešním světě. V prvním měsíci byla předloha o církvi důkladně přepracována a přijata jako základ pro další diskusi. Poté byly na programu dekrety o biskupech a o ekumenismu. V dekretu o ekumenismu narazily na odpor pasáže o Židech a o náboženské svobodě, proto byl dekret rozdělen a hlasovalo se pouze o prvních 3 kapitolách. Nakonec se jednalo o dokumentech o liturgii a o sdělovacích prostředcích. Konstituce o liturgii a dekret o prostředcích masové komunikace byly při slavnostním závěrečném zasedání 4. prosince schváleny koncilem a vyhlášeny papežem. Ten přitom prvně použil novou formuli, která vyzdvihovala kolegialitu biskupů.

### Třetí období
3. jednací období probíhalo ve dnech 14. září až 21. listopadu 1964. V tomto období probíhala jednání i předběžná hlasování, přijímaly se pozměňovací návrhy a postupně se zpracovávala jednotlivá schémata. Na závěrečném zasedání byly odhlasovány a slavnostně vyhlášeny konstituce o církvi a dekrety o ekumenismu a o východních církvích.

### Čtvrté období

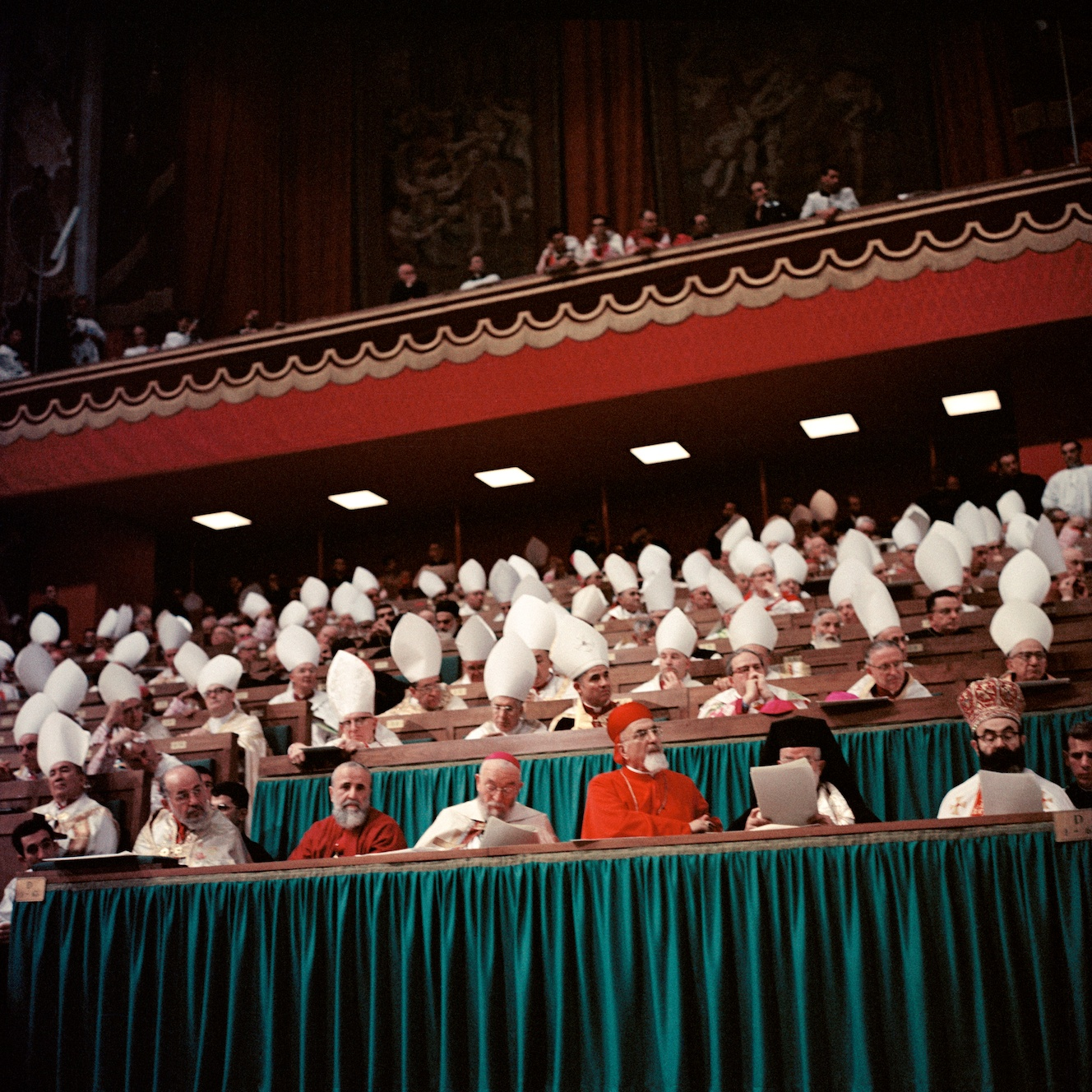
Po stranách hlavní lodi baziliky byly zřízeny tribuny
Foto: Lothar Wolleh

Ke 4. jednacímu období se otcové sešli 14. září 1965. Z 16 plánovaných dokumentů bylo dosud vyhlášeno pouze 5. Vyhlášení dalších dokumentů nebylo tentokrát necháno až na poslední zasedání. Při prvním slavnostním zasedání 28. října byly schváleny dekrety o pastýřské službě biskupů, o výchově ke kněžství, o obnově řeholního života, o křesťanské výchově a deklarace o vztahu církve k nekřesťanským náboženstvím. Na 2. zasedání 18. listopadu byla schválena konstituce O Božím zjevení a dekret o laickém apoštolátu. Při 3. zasedání byl 7. prosince schválen nejdelší a nejdiskutovanější dokument – konstituce o církvi v dnešním světě. Dále byly vyhlášeny dekrety o službě a životě kněží a o misijní činnosti církve a nakonec deklarace o náboženské svobodě. V závěru tohoto zasedání došlo ještě k významné události: papež a přítomný zástupce ekumenického patriarchy Athenagora I. zrušili vzájemnou exkomunikaci mezi východní a západní církví vyhlášenou roku 1054.
Deváté závěrečné slavnostní zasedání koncilu skončilo 8. prosince 1965 bohoslužbou.

## Chronologie druhého vatikánského koncilu

### Za pontifikátuJana XXIII.
- 1. období: 11. října – 8. prosince 1962

### Za pontifikátuPavla VI.
- 2. období: 29. září – 4. prosince 1963
- 3. období: 14. září – 21. listopadu 1964
- 4. období: 14. září – 8. prosince 1965

## Koncilní dokumenty
Koncil vydal 16 dokumentů:

### Konstituce
| Název a odkaz na dokument | článek na Wikipedii    | téma dokumentu                      | Vydána       |
| ------------------------- | ---------------------- | ----------------------------------- | ------------ |
| Sacrosanctum Concilium    | Sacrosanctum Concilium | o posvátné liturgii                 | 4. 12. 1963  |
| Lumen gentium             | Lumen gentium          | věroučná konstituce o církvi        | 21. 11. 1964 |
| Dei Verbum                | Dei Verbum             | věroučná o Božím zjevení            | 18. 11. 1965 |
| Gaudium et spes           | Gaudium et spes        | pastorální o církvi v dnešním světě | 7. 12. 1965  |

### Dekrety
| Název a odkaz na dokument | článek na Wikipedii      | téma dokumentu                        | Vydána       |
| ------------------------- | ------------------------ | ------------------------------------- | ------------ |
| Ad gentes                 | Ad gentes                | o misijní činnosti církve             | 7. 12. 1965  |
| Presbyterorum ordinis     | Presbyterorum ordinis    | o službě a životě kněží               | 7. 12. 1965  |
| Apostolicam actuositatem  | Apostolicam actuositatem | o apoštolátu laiků                    | 18. 11. 1965 |
| Optatam totius            | Optatam totius           | o výchově ke kněžství                 | 28. 10. 1965 |
| Perfectae caritatis       | Perfectae caritatis      | o obnově řeholního života             | 28. 10. 1965 |
| Christus Dominus          | Christus Dominus         | o pastýřské službě biskupů v církvi   | 28. 10. 1965 |
| Unitatis redintegratio    | Unitatis Redintegratio   | o ekumenismu                          | 21. 11. 1964 |
| Orientalium Ecclesiarum   | Orientalium Ecclesiarum  | o katolických východních církvích     | 21. 11. 1964 |
| Inter mirifica            | Inter mirifica           | o hromadných sdělovacích prostředcích | 4. 12. 1963  |

### Deklarace
| Název a odkaz na dokument | článek na Wikipedii     | téma dokumentu                               | Vydána       |
| ------------------------- | ----------------------- | -------------------------------------------- | ------------ |
| Gravissimum educationis   | Gravissimum educationis | o křesťanské výchově                         | 28. 10. 1965 |
| Nostra aetate             | Nostra aetate           | o vztahu církve k nekřesťanským náboženstvím | 28. 10. 1965 |
| Dignitatis humanae        | Dignitatis humanae      | o náboženské svobodě                         | 7. 12. 1965  |

### Shrnutí
Koncilové dokumenty se zabývaly především těmito oblastmi:
- Ritus: V důsledku vyhlášení konstituce o posvátné liturgii Sacrosanctum Concilium nastaly dvě liturgické reformy: První reformní kroky se projevily v novém vydání římského misálu Missale Romanum v roce 1965, které ale ještě nezohledňovalo požadavek konstituce nabídnout věřícím během liturgie větší množství biblických textů. Teprve další vydání z roku 1969 zavedlo zcela nový řád čtení (lekcionář). Ještě před touto rozsáhlou liturgickou reformou byla latina jako liturgický jazyk široce nahrazena národními jazyky, což původně ani konstituce nepředpokládala. Plán postupné liturgické reformy tak selhal a místo něj byla již od roku 1964 duchovenstvem i lidem na mnoha místech „zdola“ zaváděna „nová liturgie“, jelikož o „starou liturgii“ již nebyl zájem. Vedle tohoto hnutí se Římský misál Pavla VI. mohl zavádět jen postupně a dodnes téměř nikde zcela.

- Vztah k ostatním vyznáním: Vývoj po 2. vatikánském koncilu postihnul také oblast vztahů katolické církve k ostatním vyznáním. Zatímco až do druhého vatikánského koncilu se katolická církev pokládala za jedinou pravou církev, během koncilu a po něm začal být tento pohled opatrně relativizován. Oporou tohoto vývoje jsou dokumenty Unitatis Redintegratio (jiná křesťanská vyznání) a Nostra aetate (ostatní náboženství). V Dekretu o náboženské svobodě (Dignitatis humanae) se říká, že „… sám Bůh dal lidstvu poznat cestu, po níž lidé, když mu slouží, mohou dosáhnout v Kristu spásy a blaženosti. Věříme, že toto jediné pravé náboženství je uskutečněno v katolické a apoštolské církvi, které Pán Ježíš svěřil úkol přinášet je ke všem lidem.“ (DH 1)

- Vztah jednotlivců ke katolické církvi: Koncil přiznává právo jednotlivců na vlastní vyznání důrazněji než předtím, a to i když je v rozporu s katolickou vírou: „Právo na náboženskou svobodu tedy nevyplývá ze subjektivní dispozice osoby, nýbrž ze samé její přirozenosti. Proto právo na tuto svobodu patří i těm, kdo neplní povinnost hledat pravdu a přidržet se jí.“ (DH 2)

- Vztah církve a státu: Koncil se vzdává požadavku (přinejmenším od reformace neprosaditelného), aby veřejnost i státní struktury jednaly podle katolických principů. Tím je absolutnost katolického náboženství omezena čistě na duchovní rovinu, takže nemůže být zaměňována s totalitními ideologiemi.

Přes výraznou většinu souhlasných hlasů při hlasováních o formulacích koncilních dokumentů byl velmi silně zohledňován názor menšiny – obvykle v počtu kolem 300 otců. Proto nakonec některé formulace nejsou dost jednoznačné. Jedná se například o rozpor chápání církve na jedné straně jako Božího lidu a na druhé jako hierarchie, rozpor kolegiality biskupů a nadřazenosti papeže, rozpor smýšlení jednotlivců a učitelského úřadu církve a o mnoho dalších témat.

## Důsledky koncilu

### Liturgická reforma
Liturgická reforma se stala nejviditelnějším a nejtrvalejším dílem koncilu. Od reformy Pia V. roku 1570 až do počátků liturgického hnutí měla liturgie přesně daná pravidla. Kněz, ministrant, lektor, kantor, jáhen a další měli přesně určené role. Bohoslužebným jazykem byla latina a slova proměňování směl kněz dokonce pronášet jen polohlasně, aby je slyšeli jen jemu nejbližší. Lidé při mši buď zpívali mešní písně, pokud v příslušné zemi existovaly, anebo se tiše modlili. Teprve na přelomu 19. a 20. století se objevuje liturgické hnutí, kterého se ujal i papež Pius X. V rámci tohoto hnutí se objevily první dvojjazyčné lidové misály. Liturgická obnova pomalu postupovala, a tak v době před koncilem se již lid zapojoval do mešního dění tak, že zpíval alespoň krátké odpovědi na kněžské modlitby a nikoli ojediněle chrámový sbor volil jednodušší Credo, při kterém se ve zpěvu střídal s lidem. Leckde se začaly před latinskými texty předčítat jejich překlady.
Koncilová reforma liturgie přinesla mnoho zásadních změn. Předně dovolila široké použití národních jazyků v liturgii (s výjimkou mešního kánonu) i při udělování ostatních svátostí a částečně i při modlitbách řeholníků. Nový římský misál z roku 1968 však šel dále a kromě tří nových eucharistických modliteb (vycházejících ze starokřesťanských formulářů) povolil i mešní kánon v národním jazyce.
Další viditelnou změnou bylo obrácení kněze čelem k lidu. Tato změna ovšem přišla až po koncilu. Koncil nic takového nenařídil, a v koncilních dokumentech se o této změně nepíše. Jedinou odpověď dala Kongregace pro bohoslužbu a svátosti z roku 2000, která se vyjádřila tak, že sloužit čelem k lidu je možné, ovšem není povinné. Zároveň byla umožněna koncelebrace, tedy společné slavení mše svaté více kněžími. Liturgie nabídla věřícím mnohem větší rozsah biblických čtení, která se opakují v tříletých cyklech. Lektor se přemístil k nově zřízenému ambonu (čtecí pultík), čímž se kazatelna stala nadbytečnou, ale není zakázáno ji nadále využívat. Z liturgie byly odstraněny mnohé historické nánosy, například většina soukromých tichých modliteb kněze, umenšila se obřadnost a zároveň se vytvořil prostor pro větší pestrost forem.
V neposlední řadě se upravilo nově užití chrámové hudby, a to v tom smyslu, že mše přestala být koncertem chrámového sboru, jak by se mohlo někdy nesprávně provedení posvátné polyfonie vykládat a obec věřících byla zapojena do společného zpěvu modliteb a mešních písní.

### Boží lid
Nejdůležitějším důsledkem koncilu byla změna sebepochopení církve. Za císaře Konstantina sice ustalo pronásledování křesťanů, ale církev se institucionalizovala podle modelu římského císařství. Postupně se hierarchie vzdalovala laikům, což se stalo jednou z příčin reformace. Lutherovy požadavky reforem však způsobily upevnění hierarchického pojetí katolické církve. Ještě počátkem 20. století církev chápala sebe jako mocenský útvar, který má své nároky a podle svých sil je prosazuje. V tomto duchu také přípravná komise vypracovala koncept konstituce o církvi, který začínal bodem Podstata církve bojující.
Církev začala sebe sama chápat jako „Boží lid“. Byla velmi vyzdvižena role „laiků“, přestalo rozlišování na církev „učící“ a „slyšící“. Laikům je přisouzen úkol apoštolátu ve světě, a to na základě křtu a biřmování, nikoli až z pověření hierarchie. Laici mají hledat Boha ve svém povolání a posvěcovat svět svědectvím svého křesťanského slova a života.
Církev přestala sebe sama chápat jako spolek vyvolených, které Bůh zachraňuje ze zkaženého světa. Církev je znamením jednoty lidstva s Bohem a všeho lidstva navzájem. Uznala, že i v nekřesťanských náboženstvích existuje hledání pravdy a že i zde působí Boží milost, že trvalým základem křesťanství je židovská víra, že i nekatolické církve jsou součástí církve univerzální.

### Třetí období církevních dějin
Církev se podle Karla Rahnera stala poprvé církví světovou a tím vstoupila do třetí etapy svého vývoje (po velmi krátké etapě církve židovského křesťanství a etapě pohanského křesťanství Západu). Dosud byla území mimo Evropu a Severní Ameriku považována za misijní a jejich biskupové podléhali Kongregaci pro šíření víry. Teprve podle Kodexu církevního práva z roku 1983 jsou misijní biskupství samostatnými, rovnoprávnými církvemi.

### Sociální spravedlnost
Sociální spravedlnost je oblast, ve které církev nejvíce rozvedla a uskutečnila myšlenky koncilu. Církev stojí na straně chudých, pronásledovaných a bezbranných. Odsuzuje pohrdání lidskou důstojností, zabíjení v ničivých válkách, umělé potraty i nespravedlnosti politických a hospodářských systémů.

## Kritika koncilu
Závěry koncilu nebyly všude a všemi přijaty stejně. Kritici koncilu, resp. ti, co odmítají přijmout změny, které koncil přinesl, bývají obvykle označováni jako tradicionalisté. Některé skupiny dokonce označují učení koncilu jako heretické.
Svůj postoj tradicionalisté zdůvodňují například tím, že Otcové koncilu se do dění zapojovali s velmi různým nasazením. Aktivní byli především biskupové tzv. Rýnské koalice, kteří prosazovali názory liberálních, především německých teologů. Byl zde i vliv médií a jinověrců, což bylo u předchozích koncilů nemyslitelné. Naopak koncilu chyběli světci, kteří by se za průběh koncilu modlili. Proto také po koncilu nastal masivní odpad kněží i řeholníků.
Koncilní dokumenty charakterizují jako mnohomluvné, neurčité, nehomogenní, nepřesné a právně nedostatečné. Ve vztahu k nekřesťanským náboženstvím církev vyklízí pozice a vzdává se bez náhrady výsadního postavení ve vztahu ke státu v tradičně katolických zemích. Dekret o ekumenismu mylně připouští, že i nekatolické církve mohou být nástrojem spásy. Věroučná tradice je zatlačena do pozadí a upřednostňuje se pouze Písmo. Proklamovaná kolegialita biskupů zmenšuje odpovědnost jednotlivce.
Koncil podle tradicionalistů nevěnoval téměř žádnou pozornost obhajobě víry a nerozpoznal nebezpečí náboženského relativismu. Nedal katolíkům jasné mravní normy. Koncil otevřel cestu ke zjednodušení liturgie a jejímu ochuzení o mnoho podstatných prvků.
Řada kritiků poukazuje na prohlubující se krizi církve a mluví o tom, že koncil a jeho závěry jsou její příčinou. Kupříkladu profesor Roberto de Mattei prohlásil, že z pastoračního hlediska skončily metody koncilu naprostým fiaskem a je třeba od nich upustit.
Zastánci koncilu ovšem tvrdí, že reforma byla nezbytná. Ku příkladu jezuita Petr Kolář o tradicionalistech prohlašuje, že „Ve skutečnosti jsou svým odmítáním Druhého vatikánského koncilu jen o jednu velkou reformu pozadu.”

### Kněžské bratrstvo svatého Pia X.
Nejviditelnějším projevem sporů mezi modernistickým a tradicionalistickým pohledem na církev bylo založení Kněžského bratrstva svatého Pia X. dakarským arcibiskupem monsignorem Lefebvrem v roce 1970. K rozkolu s církví došlo až v roce 1988, kdy již stárnoucí Mons. Lefebvre po marných jednáních s Římem vysvětil čtyři biskupy bez souhlasu papeže. Papež Jan Pavel II. poté světící i vysvěcené biskupy prohlásil za exkomunikované (ipso facto, latae sententiae), exkomunikaci v roce 2009 Benedikt XVI. zrušil.

### Petice pro přezkoumání koncilu
V říjnu 2010 zaslal monsignor Gherardini, bývalý profesor eklesiologie na Lateránské univerzitě papeži petici podepsanou některými katolickými teology a dalšími osobnostmi činnými v katolické církvi. Tato petice požaduje provést vědeckou analýzu koncilu. Požaduje například prověření dogmatičnosti koncilu, definice církve, pojetí kolegiality biskupů, kněžství a náboženské svobody.

## Pokoncilní vývoj ve sporných otázkách

### Humanae vitae
V otázkách, o kterých se nesmělo na koncilu diskutovat a které měly být přenechány k dalšímu rozhodnutí papeži, došlo k velkému rozčarování zejména z encykliky Humanae vitae vydané roku 1968. Tato encyklika, ač říká mnoho hodnotného a dobrého o manželství, přinesla mnoha katolíkům zklamání naděje, že by církev v otázce plánování rodičovství a s tím spojené antikoncepce mohla zaujmout diferencovanější postoj v otázce použitelných metod. Vzniká zde tak rozpor mezi přesvědčením velké části příslušníků církve a reprezentanty učitelského úřadu církve. Mnozí se nedomnívají, že by vůbec příslušelo učitelskému úřadu o těchto věcech rozhodovat a ani je nenapadne, že by se pro tento rozpor s oficiálním učením neměli ani považovat za příslušníky církve. Obránci encykliky pak berou tento postoj jako útok na ústřední článek víry a tím i na samotného Boha.

### Celibát kněží
Ačkoliv nejde o otázku věroučnou, nenastal prakticky žádný posun. Jan XXIII. i Pavel VI. vyvazovali kněze z povinnosti celibátu a umožňovali jim církevní sňatek, pokud byli ochotni složit svůj úřad. Jan Pavel II. však tuto praxi zastavil a umožňoval převedení do laického stavu pouze tam, kde bylo prokázáno přijetí svěcení z donucení (což umožňovalo církevní právo i dříve, nově se uznává i nátlak psychický).

### Liturgická reforma
Ačkoliv koncil přinesl převratné změny v liturgii, některé vývojové tendence byly zcela zastaveny – například tzv. společná zpověď, společné slavení Večeře Páně s reformačními církvemi, „ekumenické“ sňatky. Liturgickou reformu považuje Řím od vydání nového misálu v roce 1974 za uzavřenou. V roce 1985 tak byla pro několik odchylek zakázána tanzanská liturgie. Stejně tak nebyla uznána (byť i s výhradami, upřesněními a úpravami) „limská liturgie“ vytvořená Komisí pro víru a řád Světové rady církví v roce 1982, která je zvlášť slavnostní formou liturgie zahrnující hudební a textové prvky ze všech zemí a která se velmi podobá pokoncilní liturgii.
Papež Benedikt XVI., který se jako mladý teolog a peritus na koncilu podílel, vydal v roce 2007 apoštolský list – motu proprio: Summorum pontificum, ve kterém specifikuje pravidla a možnosti slavení starší liturgické formy podle misálu Jana XXIII. z roku 1962 (tzv. tridentská mše), kterou ustanovuje jako mimořádnou formu římského ritu (forma extraordinaria). Tento dokument možnost slavení podle staršího způsobu oproti dřívějšku usnadňuje.

### Svoboda teologie
Zatímco koncil říkal, že za účelem hlubšího vzhledu do zjevení je třeba nauku víry vždy znovu interpretovat, Kongregace pro nauku víry vydala roku 1990 instrukci, podle níž musí všichni budoucí nositelé vyšších církevních úřadů a ti, kdo učí z církevního pověření, skládat přísahu věrnosti, takže pokud se dostane teolog do konfliktu mezi „intelektuální integritou“ a oficiální naukou církve, nesmí jej vynést ven, zvláště do hromadných sdělovacích prostředků. To se týká nejen dogmat, ale i „autentické“ nauky církve, která se nepovažuje za definitivně neomylně závaznou. Toto opatření vlastně zabraňuje cokoliv měnit na současné církevní nauce, jelikož změna předpokládá otevřenou diskusi.

### Kolegialita biskupů s papežem
Koncil usiloval o větší decentralizaci v církvi a větší ohledy na specifika místních církví. Praxe biskupských synodů ale vedla k tomu, že se jich papež pouze pasivně zúčastnil a poté sám rozhodl. I církevní právo posílilo pravomoci papeže – ekumenický koncil je pouze jednou z možností vykonávání „nejvyšší řídící moci“. Sám papež má právo rozhodovat se stejnou oprávněností jako koncil, takže není důvod volit složitější cestu, pokud existuje cesta mnohem snadnější.

### Ekumenický dialog
Ekumenický dialog se pozvolna zastavil, s výjimkou některých formálních projevů. Jedním z impulsů byla nová instrukce o odpustcích vydaná v roce 1967, tedy v roce 450. výročí zveřejnění Lutherových tezí o odpustcích. Po letech nezájmu z katolické strany se začínají reformační církve vracet k některým praxím, které dočasně po koncilu zastavily – svěcení žen v anglikánské církvi, volby biskupek v luteránských církvích…

## Trvalé úkoly plynoucí z koncilu
Karl Rahner formuloval následující úkoly vyplývající z koncilu:
- Odpověď na ateismus: Chybí zde stále teologická odpověď na význam ateismu. Ačkoliv koncil ateismus odsoudil, nedává žádnou odpověď na to, jak i ateista může dojít spásy prostřednictvím Boží milosti

- Inkulturace liturgie: Nelze se domnívat, že stačí přeložit liturgické texty do příslušného jazyka, to působí dojmem importu západní kultury.

- Kolegialita biskupů: Je nutné vyřešit, jak zajistit společnou existenci dvou nejvyšších subjektů moci v církvi vedle sebe – kolegia biskupů a papeže. Jak zajistit, aby papež jednal v souladu s biskupy jako hlava jejich kolegia a nikoli proti nim?

- Revidovatelnost a diferencovaná závaznost výroků: Je potřeba, aby byla diferencovaná závaznost výroků učitelského úřadu církve. Revidovatelná forma výroků k aktuálním problémům by měla za následek rozdílnou závaznost pro katolické křesťany.[31]